# Luis Muñoz de Guzmán

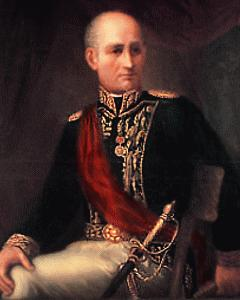
Luis Muñoz de Guzmán

Luis Muñoz de Guzmán (* 1735 in Sevilla, Spanien; † Februar 1808 in Santiago de Chile) war ein spanischer Offizier und von 1802 bis 1808 Gouverneur im Generalkapitanat von Chile.

## Leben
Er war mit Luisa Esterripa verheiratet.

### Karriere in der spanischen Flotte
Muñoz verfolgte eine Offizierslaufbahn in der spanischen Marine. Unter der Herrschaft von König Karl III. nahm er 1774 an Gefechten vor Marokko teil und war 1777 auf spanischer Seite an den Kämpfen gegen die Portugiesen in Brasilien beteiligt. Er erreichte 1779 den Rang eines Kapitäns zur See  und focht bei den Kämpfen gegen die Engländer, beim gescheiterten Versuch, Gibraltar für Spanien zurückzuerobern. 1789 wurde er zum Befehlshaber der Flotte befördert.

### Karriere in der Kolonialverwaltung
1791 ernannte ihn König Karl IV. zum obersten Kolonialverwalter der Provinz Quito – in Form des Vorsitzes der Real Audiencia de Quito. Dieses Amt hatte er bis 1796 inne. Nach seinem Rücktritt lebte er in Lima in Peru. Im Alter von 66 Jahren wurde er 1801 zum Gouverneur von Chile berufen.

### Regierung als Gouverneur in Chile

#### Maßnahmen
1802 trat er sein Amt als Gouverneur an. Muñoz de Guzmán unternahm einige Maßnahmen, um die Infrastruktur des rückständigen Chile zu verbessern.
Unter Muñoz’ Regierung wurden die Straßen von Santiago gepflastert, und er ließ einige Bauwerke vollenden, die seine Vorgänger begonnen hatten, darunter die Münze La Moneda (heute der Präsidentenpalast Chiles), der Palast der Real Audiencia (heute das Nationale Historische Museum von Santiago) und die Cajas Reales. Zudem setzte er sich für die Einführung der Pockenimpfung ein.

#### Nicht vollendete Maßnahmen
Er begann auch, schon länger gehegte Pläne zum Bau eines Kanals zur Wasserversorgung vom Río Maipo nach Santiago umzusetzen, konnte den Bau aber aus Geldmangel nicht vollenden. Es sollte bis 1820 dauern, dass der Kanal schließlich als Canal San Carlos eingeweiht würde (die Bauarbeiten zogen sich noch bis 1825 dahin).

#### Regierungsstil
Muñoz de Guzmán war beim Volk respektiert und beliebt. Seine Frau Luisa Estrerripa war in Spanien Hofdame der Königin gewesen. Sie gründete den ersten Salon im französischen Stil, sie prägte die Mode der Zeit und galt als Förderin von Theateraufführungen und Konzerten. Auch ihr Mann war kulturell interessiert: Auf Anregung des Gouverneurs gründete sich eine Literaturgesellschaft.
Das Paar nahm aktiv am gesellschaftlichen Leben teil. Die Guzmans begründeten auch den Brauch der Sommerfrische am Meer für die gehobene Gesellschaft von Santiago.
Luis Muñoz de Guzmán starb im Februar 1808 im Alter von 73 Jahren in Santiago de Chile. Seine Nachfolge übernahm zunächst der Vorsitzende der Real Audiencia, Juan Rodríguez Ballesteros, der es im April an den ranghöchsten Offizier, Francisco Antonio García Carrasco, übergab.
| Personendaten    | Personendaten                |
| ---------------- | ---------------------------- |
| NAME             | Muñoz de Guzmán, Luis        |
| KURZBESCHREIBUNG | Gouverneur von Chile         |
| GEBURTSDATUM     | 1735                         |
| GEBURTSORT       | Sevilla, Andalusien, Spanien |
| STERBEDATUM      | Februar 1808                 |
| STERBEORT        | Santiago de Chile, Peru      |